# Koleta Boylet
Koleta Boylet, Koleta z Corbie (właściwie Nicolette Boylet) (ur. 13 stycznia 1381 w Corbie, zm. 6 marca 1447 w Gandawie) – mistyczka, zakonnica, zapoczątkowała gałąź klarysek - koletanki, święta katolicka, dziewica.

## Życiorys
Jej rodzicami byli Robert i Małgorzata Boylet. Ojciec był cieślą w opactwie benedyktynów w Corbie. Rodzice przypisywali narodziny córki wstawiennictwu św. Mikołaja, nadali jej jego imię.
Nicolette wstąpiła do zakonu beginek, następnie przeniosła się do benedyktynek, a później została klaryską. Po pewnym czasie postanowiła zostać pustelnicą. Została zamurowana w celi jako rekluza. Po kilku latach opuściła celę. Pod wpływem wizji przystąpiła do reformowania klarysek. W dziele tym uzyskała poparcie antypapieża Benedykta XIII. Reformowała istniejące klasztory i zakładała nowe. W chwili jej śmierci działały 22 klasztory oparte na regule św. Klary i konstytucjach Kolety (koletanki). Koleta kładła nacisk na powrót do pierwotnego ubóstwa klarysek. Praca ręczna miała obowiązywać wszystkie siostry. Konstytucje Koletańskie zostały zatwierdzone w 1458 przez Piusa II.
Koletę Boylet  beatyfikowano w 1625, a kanonizowana została 24 maja 1807 przez papieża Piusa VII.
Jej wspomnienie liturgiczne w Kościele katolickim obchodzone jest w dzienną rocznicę śmierci (6 marca).